# Phragmatobia aurantiaca
Phragmatobia aurantiaca là một loài bướm đêm thuộc phân họ Arctiinae, họ Erebidae.